# Busigny
Busigny és un municipi francès, situat a la regió dels Alts de França, al departament del Nord. L'any 2006 tenia 2.512 habitants. Limita al nord amb Honnechy, al nord-est amb Saint-Souplet, a l'est amb Molain, al sud-est amb Vaux-Andigny, al sud amb Becquigny, al sud-oest amb Prémont, a l'oest amb Maretz i al nord-oest amb Maurois.

## Demografia
| 1962                                       | 1968  | 1975  | 1982  | 1990  | 1999  | 2006  |
| ------------------------------------------ | ----- | ----- | ----- | ----- | ----- | ----- |
| 3.101                                      | 3.120 | 3.046 | 2.636 | 2.385 | 2.461 | 2.512 |
| Des de 1962: població sense dobles comptes |       |       |       |       |       |       |

## Administració
| Període   | Identitat          | Partit |
| --------- | ------------------ | ------ |
| 1995-2005 | Danièle Carpentier |        |
| 2005-2008 | Michel Cotteau     |        |
| 2008-     | Christian Pecqueux |        |